# پاسکال پیر
پاسکال پیر (انگلیسی: Pascal Pierre؛ زادهٔ ۲۸ مهٔ ۱۹۶۸) بازیکن فوتبال اهل فرانسه است.
از باشگاه‌هایی که در آن بازی کرده‌است می‌توان به باشگاه فوتبال استاد برستوا ۲۹ و باشگاه فوتبال متس اشاره کرد.